# Rob Roy (Cocktail)

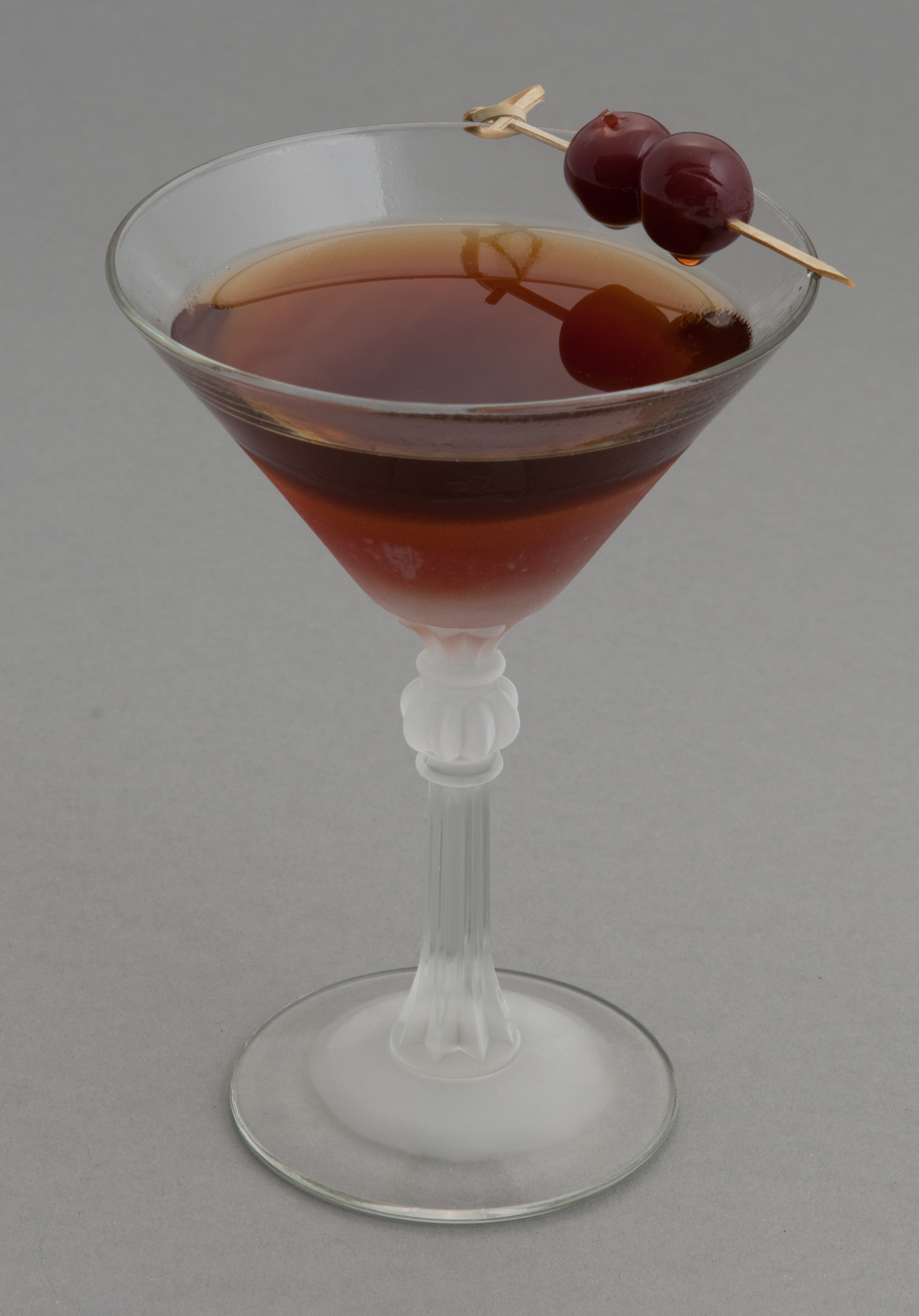
Wie sein enger „Verwandter“, der Manhattan wird auch der Rob Roy mit Cocktailkirschen und in einer möglichst vorgekühlten Cocktailschale serviert.

Der Rob Roy ist ein klassischer Cocktail. Als aromatischer Shortdrink zählt er zu den Aperitifs oder Before-Dinner-Drinks. Es handelt sich um eine Variante des Manhattan mit dem einzigen Unterschied, dass ein Rob Roy mit Scotch Whisky anstelle von amerikanischem Whiskey bzw. kanadischem Whisky zubereitet wird. Damit ist der Rob Roy einer der ganz wenigen bekannten Cocktails, die mit dieser nicht leicht zu vermixenden Spirituose zubereitet werden.

## Geschichte
Der Cocktail entstand vermutlich 1894 im Hotel Waldorf-Astoria in New York City und wurde nach dem schottischen Volkshelden Robert Roy MacGregor benannt. Zu jener Zeit wurden bereits seit einigen Jahren Manhattans gemixt, üblicherweise mit Rye Whiskeys, welche sich geschmacklich sehr deutlich von Blended Scotch unterscheiden. Seine Entstehung verdankt der Rob Roy einerseits der Markteinführung von Dewar's Scotch Whisky in den Vereinigten Staaten, andererseits der im selben Jahr stattfindenden Premiere der gleichnamigen Operette von Reginald De Koven und Harry B. Smith.

## Zubereitung
In historischen Rezepten mischte man Scotch Whisky – bevorzugt einen (milden) Blended Scotch, also keinen rauchig-torfigen Single Malt  – und roten italienischen Wermut (Vermouth Rosso) zu gleichen Teilen. Da die heutigen Whiskys, verglichen mit jenen des 19. Jahrhunderts, einen geringeren Alkoholgehalt aufweisen, wird heute eher im Verhältnis 2:1 gemischt, hinzu kommen 1–2 Spritzer Angosturabitter, um dem Cocktail geschmackliche Tiefe zu verleihen. Wie beim Manhattan lassen sich durch Verwendung verschiedener Wermut-Sorten die Varianten „sweet“ (süß, mit Vermouth Rosso), „medium“ (mittel, mit gleichen Anteilen an rotem und weißem, trockenem Vermouth) und „dry“ (trocken, ausschließlich mit dem weißen, trockenen, französischen Vermouth Dry) herstellen, wobei als eigentlicher Rob Roy ohne nähere Bezeichnung „sweet“ verstanden wird.
Das Standard-Rezept der International Bartenders Association besteht aus 4,5 cl Scotch Whisky, 2,5 cl Wermut und 1 Dash Angostura. Die Zutaten werden in einem mit Eiswürfeln gefüllten Rührglas etwa 30 Sekunden lang sehr kalt gerührt und schließlich durch ein Barsieb abgeseiht. Serviert wird in der Regel „straight up“, also ohne Eis, in einer möglichst vorgekühlten Cocktailschale bzw. einen V-förmigen Martinikelch, alternativ auf Eiswürfeln (engl. „on the rocks“) in einem kleinen Tumbler. Klassische Garnitur ist wie beim Manhattan die Cocktailkirsche, aber auch eine schlichte Zitronenzeste ist möglich und wird bevorzugt für die trockeneren Varianten verwendet.